# Taylor Mackenzie
Taylor Mackenzie (Stirling, 24 febbraio 1993) è un pilota motociclistico britannico.
Anche suo padre, Niall Mackenzie, ha corso come pilota professionista.

## Carriera
Inizia a correre all'età di 4 anni, in corse su sterrato e su quad. Nel 2006 e nel 2007 partecipa ai campionati di minimoto scozzese e britannico, ottenendo diverse vittorie. Nel 2008 finisce 16º nel campionato britannico 125 e, nello stesso anno, termina in quinta posizione la coppa Under 16. Nel 2009 giunge 20º nella Red Bull Rookies Cup, 11º nel campionato britannico 125 e 4º nella coppa Under 16. Nel 2010 termina 15º nella Red Bull Rookies Cup e, nello stesso anno, corre nella classe 125 del motomondiale i Gran Premi di Gran Bretagna e Comunità Valenciana in qualità di wildcard a bordo di una Honda RS125R del team KRP, senza ottenere punti.
Nel 2011 diventa pilota titolare in 125 nel motomondiale, ingaggiato dal team Phonica Racing con una Aprilia RSW 125, nella stessa squadra trova come compagni Simone Grotzkyj e Giulian Pedone. In questa stagione è costretto a saltare il Gran Premio del Portogallo per infortunio. Ha ottenuto come miglior risultato un quinto posto a Jerez e ha concluso la stagione al 24º posto con 15 punti.

## Risultati in gara

### Motomondiale
| 2010 | Classe | Moto  |  |  |  |  |     |  |  |  |    |  |  |  |  |  |  |  |  |    | Punti | Pos. |
| ---- | ------ | ----- |  |  |  |  | --- |  |  |  | -- |  |  |  |  |  |  |  |  | -- | ----- | ---- |
| 2010 | 125    | Honda |  |  |  |  | Rit |  |  |  | NE |  |  |  |  |  |  |  |  | 21 | 0     |      |

| 2011 | Classe | Moto    |    |   |    |    |    |    |    |    |     |    |    |    |    |     |     |    |    |     | Punti | Pos. |
| ---- | ------ | ------- | -- | - | -- | -- | -- | -- | -- | -- | --- | -- | -- | -- | -- | --- | --- | -- | -- | --- | ----- | ---- |
| 2011 | 125    | Aprilia | 18 | 5 | NP | 22 | 28 | 12 | 26 | 17 | Rit | NE | 21 | 21 | 22 | Rit | Rit | 18 | 21 | Rit | 15    | 24º  |

| Legenda | 1º posto        | 2º posto            | 3º posto            | A punti      | Senza punti        | Grassetto – Pole position Corsivo – Giro più veloce |
| Legenda | Gara non valida | Non qual./Non part. | Ritirato/Non class. | Squalificato | '-' Dato non disp. | Grassetto – Pole position Corsivo – Giro più veloce |